# Javier Álvarez Pareja
Javier Álvarez Pareja, (n. 27 de octubre de 1986, Gijón) es un futbolista español que actúa como centrocampista y juega en el UD Logroñés.

## Trayectoria
El jugador se formó en el club Veriña, desde que el saltó al Langreo, en Tercera, con el que jugó varias fases de ascenso.
Durante cinco temporadas ha militado en el Club Marino de Luanco y en la última disputó 36 partidos y marcó cinco goles.
Aunque normalmente actúa en la banda derecha también puede jugar en la izquierda, es habilidoso, con visión de juego y llegada. En la temporada 2014-15 firma por la Unión Deportiva Logroñés.
En 2016, El Real Murcia incorpora al extremo Titi, procedente del UD Logroñés, donde jugó 78 partidos y dos playoff durante dos temporadas.
En enero de 2017, tras salir del Real Murcia regresa al UD Logroñés.

## Clubes
| Club             | País   | Temporada | Categoría | Partidos | Goles |
| ---------------- | ------ | --------- | --------- | -------- | ----- |
| Pájara-Playas    | España | 2008–2009 | Segunda B | 33       | 2     |
| Marino de Luanco | España | 2011–2012 | Segunda B | 30       | 2     |
| Marino de Luanco | España | 2012–2013 | Segunda B | 9        | 0     |
| Marino de Luanco | España | 2013–2014 | Segunda B | 36       | 5     |
| UD Logroñés      | España | 2014–2015 | Segunda B | 37       | 5     |
| UD Logroñés      | España | 2015–2016 | Segunda B | 35       | 4     |
| Real Murcia      | España | 2016–2017 | Segunda B | 20       | 3     |
| UD Logroñés      | España | 2016–2017 | Segunda B | 3        | 1     |
| UD Logroñés      | España | 2017–2018 | Segunda B | 9        | 1     |